# Ayrton Simmons

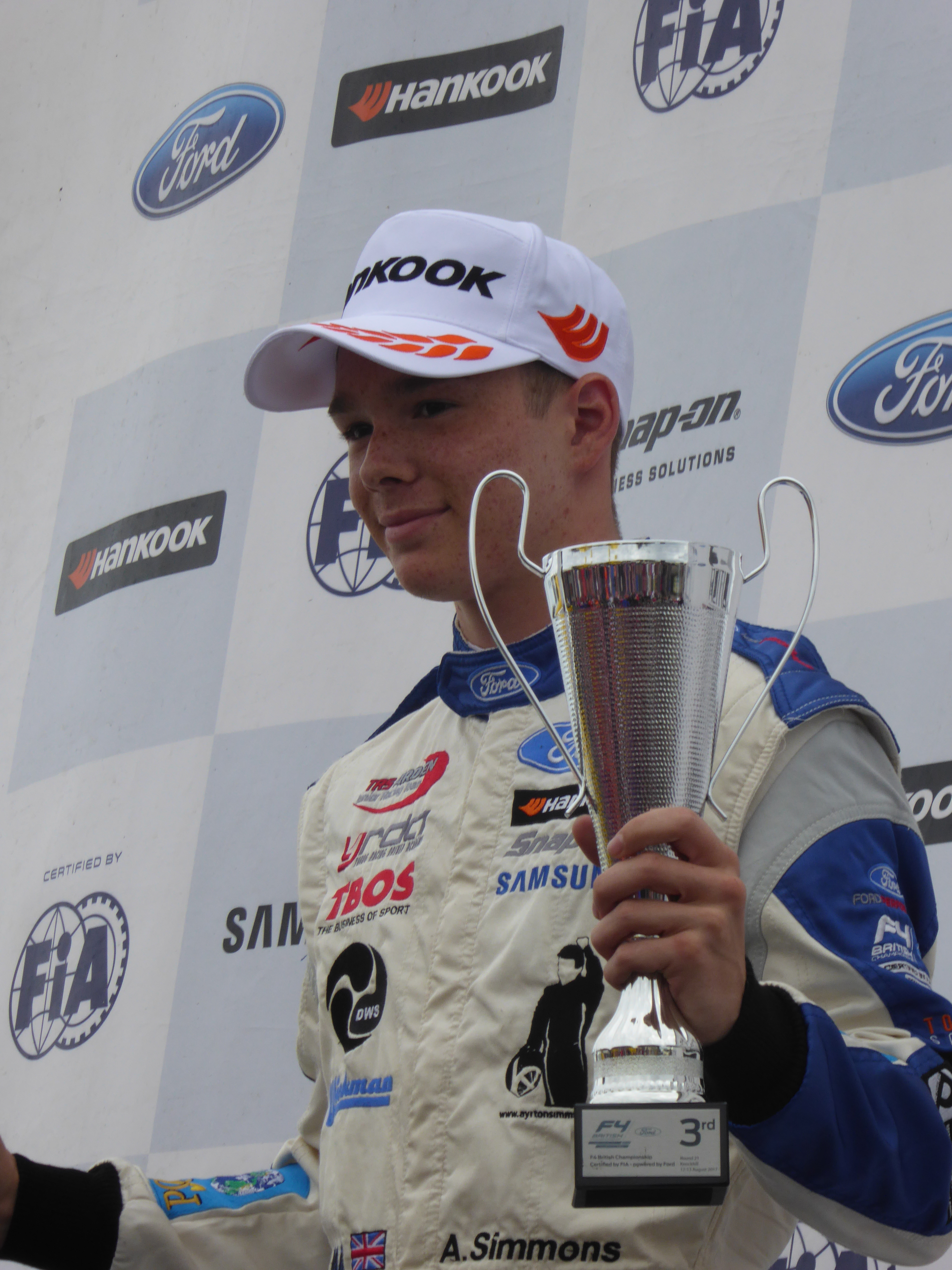
Ayrton Simmons

Ayrton Simmons (Harlow, 29 april 2001) is een Brits-Spaans autocoureur.

## Autosportcarrière
Simmons begon zijn autosportcarrière in het karting op vijfjarige leeftijd in diverse Spaanse kampioenschappen. In 2012 won hij de Micro Max-categorie van de Rotax Max Challenge Grand Finals. Daarna kwam hij uit in een aantal nationale kampioenschappen, waaronder het Super 1 Championships en de Kartmasters British Grand Prix.
In 2016 maakte Simmons de overstap naar het formuleracing, waarin hij zijn Formule 4-debuut maakte in het Britse Formule 4-kampioenschap bij het TRS Arden Junior Racing Team; hij moest echter de eerste twee raceweekenden missen omdat hij nog niet de minimumleeftijd van vijftien jaar had bereikt. Gedurende het seizoen wist hij steeds vaker punten te scoren en in de laatste race op Brands Hatch behaalde hij zijn eerste podiumfinish. Met 82 punten werd hij elfde in het klassement.
In 2017 bleef Simmons actief in de Britse Formule 4 bij Arden. In het eerste raceweekend op Brands Hatch won hij zijn eerste race in het kampioenschap en in de rest van het seizoen behaalde hij nog vijf podiumplaatsen. In totaal behaalde hij 257,5 punten en werd hij zevende in de eindstand.
In 2018 reed Simmons een derde seizoen in de Britse Formule 4, maar stapte hij over naar het team JHR Developments. Hij kende een uitstekend seizoen met in totaal vier overwinningen: twee op Brands Hatch en een op zowel Oulton Park en het Knockhill Racing Circuit. In de rest van het jaar stond hij nog acht keer op het podium. Met 374 punten werd hij achter Kiern Jewiss tweede in het kampioenschap. Daarnaast debuteerde hij gedurende het jaar in het BRDC Britse Formule 3-kampioenschap bij het team Chris Dittmann Racing, waar hij in drie van de acht raceweekenden deelnam. Zijn beste resultaat was een vijfde plaats op Silverstone, waardoor hij met 88 punten negentiende werd in de eindstand.
In 2019 begon Simmons het seizoen in het Aziatische Formule 3-kampioenschap, waarin hij voor Pinnacle Motorsport aan twee van de vijf raceweekenden deelnam. Zijn beste klassering was een vierde plaats op het Shanghai International Circuit en hij werd met 40 punten tiende in de eindstand. Vervolgens keerde hij terug naar Engeland om zijn fulltime debuut in de Britse Formule 3 te maken voor Dittmann. Hij won twee races op Silverstone en een op het Circuit Spa-Francorchamps en stond in zeven andere races op het podium. Met 450 punten werd hij achter Clément Novalak en Johnathan Hoggard derde in het klassement.
In 2020 stapte Simmons over naar de Euroformula Open, waar hij een contract tekende met Double R Racing. Hij eindigde constant in de top 10, met een vijfde plaats op het Autodromo Nazionale Monza als beste resultaat. Na vier van de zeven raceweekenden verliet hij echter het kampioenschap, dat hij met 62 punten op de elfde plaats eindigde. Vervolgens keerde hij terug in de Britse Formule 3, waarin hij tijdens het raceweekend op Brands Hatch instapte bij Dittmann. Als vervanger van Nicolás Varrone won hij twee van de vier races in dit weekend. In  de seizoensfinale op Silverstone stapte hij in bij JHR en stond hij twee keer op het podium. Met 124 punten werd hij zo zeventiende in het klassement.
In 2021 keerde Simmons terug in de Britse Formule 3, dat halverwege het seizoen haar naam veranderde naar GB3 Championship, waarin hij opnieuw bij Dittmann reed. Hij won vier races: de seizoensopener op Brands Hatch, gevolgd door drie races op Silverstone. Tegen het eind van het jaar maakte hij zijn debuut in het laatste raceweekend van het FIA Formule 3-kampioenschap op het Sochi Autodrom bij het team Charouz Racing System als vervanger van Hunter Yeany, die andere verplichtingen had. Hij eindigde de races als 24e en 21e.
In 2022 kwam Simmons uit in de FIA Formule 3 bij Charouz. Na een raceweekend werd zijn contract met het team echter weer ontbonden en werd hij vervangen door David Schumacher. In de tweede seizoenshelft keerde hij terug naar de Euroformula Open bij het team Drivex School. Hij behaalde twee podiumplaatsen op de Hungaroring en het Circuit de Barcelona-Catalunya. Zodoende werd hij met 85 punten tiende in de eindstand.